# Batemans Bay
Batemans Bay (literal, Bahía de Batemans) es una localidad australiana situada en la Comarca de Eurobodalla, en Nueva Gales del Sur. La población era de 11 294 habitantes en 2016.

## Geografía
La ciudad está situada en la costa del mar de Tasmania, en la desembocadura del río Clyde, aproximadamente a 280 km al sur de Sídney.
Es un popular balneario, especialmente porque es la ciudad costera más cercana a Canberra (160 km). La ciudad también alberga un aserradero, un criadero de ostras e industria maderera.

### Clima
El clima de la ciudad es muy templado con veranos moderadamente calurosos (25,7 temperatura máxima °C y 15,8 °C de temperatura mínima en febrero) e inviernos suaves y soleados (17,0 Temperatura máxima °C y 3,8 °C mínima en julio°). 
| Temperatura máxima media ( °C )  | 25,7 | 25.4 | 24.3 | 22.3 | 19.8 | 17.6 | 17.0 | 18.3 | 20.3 | 22.1 | 22.7 | 24.4 | 21.7  |
| Temperatura mínima media ( °C )  | 15.5 | 15.8 | 13.9 | 10.4 | 7.4  | 5.1  | 3.8  | 4.7  | 7.4  | 9.6  | 11.9 | 13.9 | 10.0  |
| Precipitación ( mm )             | 84,3 | 94.1 | 61,7 | 69,4 | 63,8 | 68,9 | 40,7 | 60,8 | 65,8 | 91.1 | 93,6 | 80,9 | 875.0 |
| Fuente : Oficina de Meteorología |      |      |      |      |      |      |      |      |      |      |      |      |       |

## Historia
La ciudad debe su nombre al Capitán Cook quien el 22 de abril de 1770 le puso el nombre de Nathaniel Bateman, el capitán de un barco en el que había servido diez años antes.  La localidad se dotó de puerto y se nombró ciudad en 1885. Pertenece a la comarca de Eurobodalla desde su creación en 1913.

## Personalidades vinculadas al municipio
- Kai Trewin (2001-), futbolista australiano.